# Isa Mustafa
Isa Mustafa (AFI: [ɪˈsɑ mʉsˈtɑfä]; Pristina, Jugoslávia, 15 de maio de 1951) é um político Kosovar, Primeiro-ministro do Kosovo de dezembro de 2014 até setembro de 2017 e líder da Liga Democrática do Kosovo (LDK). Foi, anteriormente, presidente da Câmara (equivalente ao cargo de prefeito no Brasil) de Pristina de dezembro de 2007 até dezembro de 2013.

## Vida pré-política
Isa Mustafa nasceu em Pristina, na altura na República Federal Socialista da Jugoslávia (hoje em dia, no Cosovo), numa área conhecida em albanês como Prapashticë, a 15 de maio de 1951, de pais albaneses. Terminou os seus estudos primários e secundários em Pristina, tendo se licenciado na Faculdade de Economia da Universidade de Pristina, onde terminou posteriormente um mestrado e um doutoramento. Em 1974, iniciou o seu percurso profissional, como investigador na Universidade de Pristina.

## Carreira política
Isa Mustafa iniciou a sua carreira política na década de 1980, ao tornar-se chefe do governo municipal de Pristina, cargo que ocupou de 1984 a 1988.
Nos anos 1990, com o colapso da Jugoslávia, Mustafa foi ministro da Economia e Finanças do governo da República do Cosovo, um governo no exílio, chefiado por Bujar Bukoshi. Durante este período, foi emitido um mandado de captura jugoslavo, o qual não teve cariz internacional, sendo-lhe possível viver e trabalhar na Europa Ocidental. Mustafa não pediu estatuto de asilo político, para poder regressar ao Cosovo a qualquer momento, caso necessário.
Depois do fim da Guerra do Cosovo em 1999, regressou ao território, mas regressou apenas à política em 2006 como alto-conselheiro político do Presidente do Cosovo na altura Fatmir Sejdiu.
Em dezembro de 2007, tornou-se, após eleições locais, presidente da Câmara de Pristina, derrotando o vice-presidente do Partido Democrático do Cosovo (PDK), e um dos ex-comandantes do Exército de Libertação do Cosovo (UÇK), Fatmir Limaj. Seria presidente da Câmara de Pristina uma segunda vez, a partir de novembro de 2009.
A 7 de novembro de 2010, tornou-se líder da Liga Democrática do Cosovo, derrotando Fatmir Sejdiu nas eleições para a liderança partidária, com 235 votos contra 124.

## Vida pessoal
Isa Mustafa é casado e tem dois filhos e uma filha.